# هریت مارتینو
هریت مارتینو (به انگلیسی: Harriet Martineau)
(۱۲ ژوئن ۱۸۰۲–۲۷ ژوئن ۱۸۷۶) یک نظریه‌پرداز اجتماعی انگلیسی و نویسنده عضو ویگ بود، که غالباً به عنوان اولین فمینیست جامعه‌شناس شناخته می‌شود.
هریت، ششمین فرزند از هشت فرزند تامس و الیزابت (رنکین) مارتینو، در یک محیط خانوادگی پر محبت و مقید به حمایت از یکدیگر رشد یافت. در کودکی، اغلب بیمار بود و ضعف‌های جسمانی بسیاری داشت: از قوای بویایی و چشایی محروم بود و در دوازده سالگی، بخش عمده‌ای از قوای شنوایی خود را از دست داد. مدتی طول کشید تا خانواده‌اش متوجه نقص شنوایی در وی شدند و تا هجده سالگی از سمعک شیپوری (نوعی وسیلهٔ شنوایی کمکی) استفاده نکرد.
از مارتینو ۳۵ کتاب و مقاله‌های بسیاری دربارهٔ موضوع‌های جامعه‌شناسی، دینی، داخلی و شاید به‌طور بحث‌انگیزتر از چشم‌انداز زنانه به جا مانده‌است. او همچنین آثار مختلف آگوست کنت را ترجمه کرده‌است. او با نوشتن به اندازه کافی درآمد داشت تا حدی که کاملاً از طریق نوشتن تأمین می‌شد، و این امری چالش‌برانگیز برای یک زن در عهد ویکتوریا بود. مارتینو دربارهٔ رویکرد خود گفته‌است: «وقتی فرد جامعه را مطالعه می‌کند، باید به تمام جوانب آن توجه داشته باشد، از جمله مسائل کلیدی سیاسی، مذهبی و نهادهای اجتماعی». او معتقد بود که تجزیه و تحلیل دقیق اجتماعی برای فهم موقعیت زن در جامعه لازم است.
وی در دههٔ ۱۸۳۰ کتابهایی در زمینهٔ مالیات و اقتصاد سیاسی منتشر کرد. او پس از سفر به ایالات متحدهٔ نوپای آن زمان، کتاب «جامعه در آمریکا» را نوشت که روایتی جامعه‌شناختی از این کشور است. در برهه‌ای آثار مارتینیو در باب اقتصاد سیاسی حتی از کارهای چارلز دیکنز نیز پرفروش‌تر شد.
رمان‌نویس، مارگارت اولیفانت دربارهٔ او گفته‌است: «به عنوان یک مدرس و سیاستمدار مادرزادی [مارتینو] به‌طور منحصربه‌فردی کمتر از هر زن یا مرد دیگر هم‌دوره‌اش توسط جنسیت‌اش تعریف شده بود». اگرچه معاصران او را دارای طرز فکر مردانه می‌دانستند، مارتینو دیدگاه جامعه‌شناختی فمینیستی را در نوشته‌های معرفی کرد، که به موضوع‌هایی که در غیر این صورت نادیده گرفته می‌شد مانند ازدواج، فرزندان، زندگی داخلی و مذهبی و روابط نژادی اشاره کرده بود.